# Ochotona iliensis
Thỏ cộc Ili (Ochotona iliensis) là một loài động vật có vú thuộc Họ Ochotona của Bộ Thỏ, đặc hữu của vùng tây bắc Trung Quốc. Sau khi được phát hiện vào năm 1983, chúng đã không được ghi nhận lại cho đến năm 2014. Số lượng của chúng đang giảm dần, có thể là do ảnh hưởng của biến đổi khí hậu. Thỏ cộc Ili hiện được coi là loài có nguy cơ bị tuyệt chủng, chỉ còn khoảng dưới 1.000 cá thể. Loài này được Li & Ma mô tả năm 1986.